# Brunswick County, Virginia
Brunswick County är ett administrativt område i delstaten Virginia, USA, med 17 434 invånare. Den administrativa huvudorten (county seat) är Lawrenceville. 

## Geografi
Enligt United States Census Bureau har countyt en total area på 1 475 km². 1 466 km² av den arean är land och 8 km² är vatten.  

### Angränsande countyn
- Nottoway County - nord
- Dinwiddie County - nordost
- Greensville County - öst
- Warren County, North Carolina - syd
- Mecklenburg County - väst
- Lunenburg County - nordväst

### Orter
- Alberta
- Brodnax (delvis i Mecklenburg County)
- Ebony
- Gasburg
- Lawrenceville (huvudort)
- Warfield